# Stefan Klöckner
Stefan Klöckner (* 4. Dezember 1958 in Duisburg) ist ein deutscher römisch-katholischer Theologe, Musiker und Musikwissenschaftler.

## Leben
Klöckner studierte nach seiner Schulausbildung zunächst Musik an der Folkwang Hochschule in Essen. Dort schloss er 1983 seine Gesanglehrerausbildung bei Edmund Illerhaus mit Auszeichnung ab. Zugleich absolvierte er Studien in Gregorianik bei Godehard Joppich. Bis 1991 studierte Klöckner an der Universität Wien, der Westfälischen Wilhelms-Universität Münster und der Eberhard-Karls-Universität Tübingen u. a. bei Erich Zenger, Arnold Angenendt, Walter Kasper und Peter Hünermann katholische Theologie sowie Musikwissenschaft. 1990 erhielt er den Magister artium mit Auszeichnung. 1991 wurde er an der Universität Tübingen mit einer Arbeit über die christologische Fundamentierung, eschatologische Ausrichtung und ekklesiale Vermittlung wortsakramentalen Geschehens als Gegenstand ökumenischer Konvergenzbestrebungen zum Dr. theol. promoviert. Im Anschluss daran war Klöckner Leiter des Amtes für Kirchenmusik der Diözese Rottenburg-Stuttgart (Diözesanmusikdirektor).
1997 erhielt er die Diakonatsweihe und war als Diakon mit Zivilberuf des Bistums Rottenburg-Stuttgart in der Pfarrei St. Michael in Tübingen tätig. Nach seinem Wechsel nach Essen war er Diakon am Essener Münster. 2016 wurde er auf eigenen Wunsch beurlaubt.
1999 erhielt er einen Ruf auf die Professur für Gregorianik und Liturgik (seit 1. Oktober 2009 Professur für Musikwissenschaft/Gregorianik und Geschichte der Kirchenmusik) an der Folkwang Hochschule Essen, zudem war er von 2009 bis 2013 Prorektor für Studium, Lehre und Forschung (zuvor von 2006 bis 2009 Dekan des Fachbereiches 2). Vom Wintersemester 2008/2009 bis zum Jahr 2015 lehrte er als Professeur invité an der Katholisch-Theologischen Fakultät in Fribourg (Schweiz); er befasste sich dort mit Grenzfragen von Theologie und Musik.
Mit dem 1. April 2009 wurde ihm die Leitung des neu gegründeten Institutes für Gregorianik an der Folkwang Universität der Künste übertragen, die er bis zum Ende des Jahres 2017 wahrnahm. Klöckner ist seit 1994 Leiter der „Münsterschwarzacher Choralkurse“ und leitete von 2002 bis 2017 die „Internationalen Sommerkurse Gregorianik“ an der Folkwang Universität der Künste Essen. 2012 rief er mit einem Zertifikatsstudiengang die deutschlandweit einzige Hochschulausbildung als Studienfach Gregorianik ins Leben.
Am 1. März 2025 emeritierte Klöckner und schied aus dem aktiven Hochschulbetrieb aus.
Neben seiner Arbeit als Autor in Fachzeitschriften und Verfasser mehrerer Bücher sowie vieler Rundfunkbeiträge sind zahlreiche musikalische Aufnahmen Klöckners auf CD erschienen. Bis 2005 war er Vizepräsident des Allgemeinen Cäcilienverbandes für Deutschland (ACV) und Schriftleiter der Zeitschrift für katholische Kirchenmusik „Musica sacra“.
Stefan Klöckner ist seit dem Jahr 2024 Mitglied im Bundesfachausschuss "Musik in Religionen und Kirchen" des Deutschen Musikrats.

## Auszeichnungen und Ehrungen
- Stefan Klöckner wurde 1997 mit dem „Ruhrpreis für Kunst und Wissenschaft“ der Stadt Mülheim an der Ruhr ausgezeichnet.
- 1999 erhielt er für seine erfolgreiche ökumenische Zusammenarbeit auf dem Feld der Kirchenmusik die Luthermedaille in Silber der Evangelischen Landeskirche in Württemberg. Im selben Jahr wurde er von Bischof Walter Kasper in Würdigung seiner Verdienste um die Kirchenmusik zum Kirchenmusikdirektor ernannt.
- Im Jahr 2015 würdigte ihn das Diakoniewerk Neuendettelsau mit der Herausgabe eines „Löhe-Portraits“.
- Aus Anlass seines 60. Geburtstages erschien die von Markus Uhl und Christoph Weyer herausgegebene Festschrift Erklingendes Wort.
- 2018 wurde Stefan Klöckner mit der Orlando-di-Lasso-Medaille des Allgemeinen Cäcilienverbandes für Deutschland (ACV) geehrt. Der Verband würdigte mit dieser Auszeichnung Klöckners wissenschaftliches und künstlerisches Schaffen auf dem Feld der katholischen Kirchenmusik.